# Tor Odvar Moen
Tor Odvar Moen (1965. január 14. –) norvég kézilabdaedző, a Molde HK vezetőedzője.

## Pályafutása
Tor Odvar Moen 1997-ig az IL Runar csapatának edzője volt, majd ettől kezdve különböző pozíciókban dolgozva tizenkilenc évet töltött el a Larvik csapatának kötelékében. 2015. január 21-én vezetőedzője lett a csapatnak.
2018 márciusában jelentették be, hogy Moen a következő szezontól átveszi a Siófok KC irányítását.
Edzőként és vezetőedzőként tizennégyszer nyerte meg a norvég bajnokságot, tizenegy alkalommal a Norvég Kupát, egy-egy alkalommal pedig a Kupagyőztesek Európa-kupáját, illetve a Bajnokok Ligáját. A balaton-parti csapattal megnyerte a második számú klubsorozatot, az EHF-kupát. 2020 nyarától a Molde HK csapatának vezetőedzője.